# Абайський сільський округ (Єгіндикольський район)
Аба́йський сільський округ (каз. Абай ауылдық округі, рос. Абайский сельский округ) — адміністративна одиниця у складі Єгіндикольського району Акмолинської області Казахстану. Адміністративний центр та єдиний населений пункт — село Абай.
Населення — 105 осіб (2021; 170 у 2009, 506 у 1999, 1090 у 1989).
Станом на 1989 рік існувала Абайська сільська рада (село Абай).